# Luxembourg High Security Hub
Luxembourg High Security Hub, bis 2021 bekannt als Luxembourg Freeport, ist ein 50 Millionen Euro Hochsicherheitslager neben dem Flughafen Luxemburg. Das Zollfreigebiet wurde im September 2014 eröffnet.

## Gebäude
Das Gebäude wurde von Atelier d’Architecture 3BM3 entworfen, die Innenarchitektur stammt von Johanna Grawunder. Im Atrium befindet sich ein großes Wandgemälde des portugiesischen Künstlers Vhils, das in eine der Betonwände eingraviert ist.
Luxembourg Freeport bietet temperatur- und feuchtigkeitskontrollierte Lagerung von Kunstwerken und anderen Wertgegenständen.
Die Sicherheit der Anlage wird in erster Linie durch ein Sicherheitssystem gewährleistet, das mehr als 300 Überwachungskameras umfasst. Zur gesamten Sicherheitsinfrastruktur gehört auch ein Brandschutzsystem, das „Sauerstoff aus der Atmosphäre saugt“, anstatt Wasser zu verwenden, das Kunstwerke beschädigen könnte. Die Anlage ist von Mauern mit Stacheldraht umgeben und die vier Goldbarrenräume haben 50 cm dicke Metalltüren. Es gibt auch vier spezielle klimatisierte Räume, in denen bis zu 700.000 Flaschen Wein gelagert werden können.

## Vorteile
Laut The Economist ist die "Attraktivität vergleichbar mit der von Offshore-Finanzzentren: Sicherheit und Vertraulichkeit, keine große Kontrolle, die Möglichkeit für Eigentümer, sich hinter Nominierten zu verstecken und eine Reihe von Steuervorteilen."
Neben der Sicherheit liegt der Reiz für die Kunden darin, dass sie Kunstwerke und andere wertvolle Gegenstände lagern und handeln können, ohne Zoll oder Mehrwertsteuer zahlen zu müssen. Die Steuerbefreiung ist möglich, weil die in der Anlage gelagerten Gegenstände technisch gesehen „im Transit“ sind. Da die Hintertüren des Freeports direkt zum Flughafen führen, wird davon ausgegangen, dass alles, was sich dort befindet, noch nicht tatsächlich nach Luxemburg gelangt ist.

## Eigentümer
Der Luxembourg High Security Hub gehört mehrheitlich dem Schweizer Geschäftsmann und Kunsthändler Yves Bouvier, der auch Mehrheitsanteile an den Freeports in Singapur und Genf besitzt. Bouvier war einer von drei Menschen, die im Februar 2015 in Monaco wegen Betrugs durch den Verkauf von Kunstwerken zu überhöhten Preisen oder mit gefälschten Dokumenten festgenommen wurden, was seine Freeports ins Blickfeld der Politik rückte. Tony Reynard, der Vorsitzende von Bouviers Freeport in Singapur, sagte: „Wir mussten nach Luxemburg weiterziehen, weil Genf voll war. In Luxemburg haben wir einen Flughafen, der Fracht abfertigen kann. In Genf muss alles über die Straße transportiert werden.“ Reynard fügte hinzu, dass es Pläne gebe, nach Dubai und Shanghai zu expandieren.

## Kritik
Im Jahr 2018 wurde der Freeport von zwei Mitgliedern des Europäischen Parlaments, Ana Gomes und Evelyn Regner, wegen seiner mangelnden Transparenz kritisiert. Sie waren mit der Untersuchung von Geldwäsche und Steuerhinterziehung in der EU zwischen 2015 und 2017 beauftragt und kamen in ihrem Abschlussbericht zu dem Schluss, dass Freeports „Offshore-Speicherlösungen anbieten, die Geldwäsche und Steuerverschleierung fördern können“. Darüber hinaus kam eine Studie der Europäischen Kommission aus dem Jahr 2018 zu dem Schluss, dass die Nachfrage nach Freeports zunahm, als die Banken begannen, gegen illegale Finanzaktivitäten vorzugehen, und dass ihre mangelnde Regulierung sie „der Geheimhaltung förderlich“ machte. Der Bericht zitierte die Bouvier-Affäre, in der der luxemburgische Freeportbesitzer Yves Bouvier „Kunden angeblich betrogen hat, indem er den Preis von Kunstwerken falsch darstellte und ihnen anschließend zu viel berechnete“.
Im Januar 2019 schrieb der deutsche Europaabgeordnete Wolf Klinz einen Brief an den Präsidenten der Europäischen Kommission, Jean-Claude Juncker, in dem er ihn aufforderte, Maßnahmen zu ergreifen, um Schlupflöcher zu schließen, die Finanzkriminalität in der Europäischen Union ermöglichen. In dem Brief bezog sich Klinz speziell auf den Freeports von Luxemburg und erklärte, der Freeport sei „angeblich ein fruchtbarer Boden für Geldwäsche und Steuerhinterziehung“. Die Anlage wurde als „schwarzes Loch“ für die Lagerung von Waren außerhalb der Reichweite der Behörden beschrieben, und die Europaabgeordneten forderten daraufhin, Freihäfen innerhalb der EU zu verbieten.
Das Management des Freeports hat diese Vorwürfe jedoch bestritten und argumentiert, dass er die EU-Vorschriften in Bezug auf Finanzkontrollen übertreffe. Stattdessen erklärte das Management, dass der Freeports in erster Linie für seine Politik genutzt werde, um Versicherungsprämien zu reduzieren, und nicht zur Steuerhinterziehung.